# 심 (불교)
1. 심(心, 산스크리트어: citta): 마음, 집기(集起)
2. 심(心, 산스크리트어: hṛd, hṛdaya): 심장, 핵심, 본질, 에센스, 영혼
3. 심(尋): 심구(尋求), 마음(여기서는 요별 또는 분별의 능력으로서의 마음을 뜻함)의 거친 성질[心之麤性]

## 심(心, citta)
심(心, 산스크리트어: citta)은 마음의 다른 말이다.
부파불교의 설일체유부의《아비달마품류족론》에 따르면,
심(心)은 일체법을 크게 색(色) · 심(心) · 심소법(心所法) · 심불상응행(心不相應行) · 무위(無爲)의 5가지 그룹[五法 또는 五位]으로 나눌 때 이 5가지 그룹 중의 하나로, 심의식(心意識) 즉  집기(集起: 心) · 사량(思量: 意) · 요별(了別: 識)이며, 달리 말하면, 안식 · 이식 · 비식 · 설식 · 신식 · 의식의 6식신(六識身) 즉 6식(六識)과 동의어이다.
대승불교의 유식유가행파와 법상종에 따르면, 심(心)은 일체법을 크게 심(心) · 심소법(心所法) · 색(色) · 심불상응행(心不相應行) · 무위(無爲)의 5가지 그룹[五法 또는 五位]으로 나눌 때 이 5가지 그룹 중의 하나로, 심의식(心意識) 즉  집기(集起: 心) · 사량(思量: 意) · 요별(了別: 識)이며, 달리 말하면, 안식 · 이식 · 비식 · 설식 · 신식 · 의식 · 말나식 · 아뢰야식의 8식신(八識身) 즉 8식(八識)과 동의어이다.

## 심(心, hṛd)
심(心)은 산스크리트어 흐르드(hṛd)와 흐르다야(hṛdaya)의 번역어이다. 핵심(核心) · 정수(精髓) · 정요(精要) · 에센스 또는 참된 앎[正知]을 뜻한다.
모니어 윌리엄스의 《산스크리트어-영어 사전》에 따르면, 흐르드(hṛd)는 다음의 뜻을 가진다.
1. (느낌과 정서의 자리로서의) 심장(heart) 또는 가슴: 예를 들어, 매혹되어서 '심장이 뛴다'라고 할 때나, 기쁜 마음에서 '가슴이 벅차다'고 할 때나, 비애감에서 '가슴이 아프다'고 할 때의 심장 또는 가슴을 말한다.
2. 영혼(soul)
3. (사고 작용과 지적 작용의 자리로서의) 마음(mind) 또는 의식(consciousness): 예를 들어, 동물의 마음 또는 의식에 대해 '지식의 능력(capacity of knowledge)'을 지니고 있지 않다고 말할 때의 마음 또는 의식이 이 뜻에 해당한다.
4. (인간 또는 동물의 육체의) 가슴 또는 흉부(breast, chest)
5. (인간 또는 동물의 육체의) 위장(stomach)
6. (인간 또는 동물의 육체의) 내부(interior)

모니어 윌리엄스의 《산스크리트어-영어 사전》에 따르면, 흐르다야(hṛdaya)는 다음의 뜻을 가진다.
1. (느낌과 정서의 자리로서의) 심장(heart) 또는 가슴: 예를 들어, 매혹되어서 '심장이 뛴다'라고 할 때나, 기쁜 마음에서 '가슴이 벅차다'고 할 때나, 비애감에서 '가슴이 아프다'고 할 때의 심장 또는 가슴을 말한다.
2. 영혼(soul)
3. (멘탈 즉 정신 작용의 자리로서의) 마음(mind) 또는 의식(consciousness): 예를 들어, 동물의 마음 또는 의식에 대해 '지식의 능력(capacity of knowledge)'을 지니고 있지 않다고 말할 때의 마음 또는 의식이 이 뜻에 해당한다. 또는 마음 또는 생각이 바뀌었다고 할 때의 마음 또는 생각이 이 뜻에 해당한다.
4. (인간 또는 동물의 육체를 포함한 모든 사물의) 심장부(heart), 중심부(center), 핵심(core), 에센스(essence), 최고의 것(best), 가장 소중한 것(dearest), 가장 비밀히 간직된 것(most secret part)
5. 참된 앎(true knowledge) 또는 신성(神性)한 앎(divine knowledge), 또는 신이 알려준 지식(divine knowledge)
6. 베다(Veda)
7. (신성(神性)한 또는 신성(神聖)한) 학문(science)
8. 핵심으로 들어감(going to the heart)

흐르드(hṛd)와 흐르다야(hṛdaya)는 불교 경전과 논서들에서 핵심(核心) · 정수(精髓) · 정요(精要) · 에센스 또는 참된 앎[正知]의 의미로서의 심(心)으로 번역되고 있다.
예를 들어, 《반야심경(般若心經)》은 《반야바라밀다심경(般若波羅蜜多心經)》의 약칭인데, 산스크리트어 제목은 '프라즈냐파라미타 흐르다야 수트라(Prajñāpāramitā-hṛdaya-sūtra)'로 한자어 명칭에서 심(心)은 산스크리트어 흐르다야(hṛdaya)의 번역어로,  따라서 마음[心]을 뜻하는 것이 아니라 핵심 · 정수 · 정요(精要) · 에센스 또는 참된 앎[正知]을 뜻한다. 즉, '반야심경(般若心經)'이라는 제목은 《대반야경》의 핵심 또는 정요(精要)를 간추려 담고있는 경전을 뜻한다.

## 심(尋)
심(尋,
산스크리트어: vitarka,
vitarkah,
팔리어: vitakka,
영어: conception,
selectiveness,
gross detection,
examination,
application of thought,
applied thinking,
initial application)은
설일체유부의 5위 75법에서 심소법(心所法: 46가지) 중
부정지법(不定地法: 8가지) 가운데 하나이며,
유식유가행파와 법상종의 5위 100법에서 심소법(心所法: 51가지)의
부정심소(不定心所: 4가지) 가운데 하나이다.
심(尋)은 사(伺)와 더불어 마음(6식 또는 8식, 즉 심왕, 즉 심법)으로 하여금 대상을 찾고 살펴보게 하는 마음작용으로, 둘 다 언어작용을 가능하게 하는 마음작용이다.
두 마음작용간의 차이점으로는, 심(尋)은 거친 살펴봄의 마음작용 즉 개괄적으로 사유하는 마음작용이고, 사(伺)는 정밀한 살펴봄의 마음작용 즉 세밀하게 고찰하는 마음작용이다. 불교용어로는, 전자의 거친 살펴봄을 심구(尋求: 찾고 탐구함)라 하고 후자의 정밀한 살펴봄을  사찰(伺察: 정밀하게 살펴봄)이라 한다.
부파불교의 설일체유부의 논서 《아비달마품류족론》 제3권에 따르면,  심(尋)은 심추동(心麤動)을 말한다. 즉, 마음의 심구(尋求) · 변심구(遍尋求) · 구탁(搆度) · 극구탁(極搆度) · 현전구탁(現前搆度) · 추구(推究) · 추심(追尋) · 극사유(極思惟) · 사유(思惟)의 성질의 마음의 거친 움직임[心麤動]들을 통칭한다. 즉, 살펴서 구함[尋求] · 두루 살펴서 구함[遍尋求] · 생각을 짜서 헤아림[構度] · 지극히 먼 것에 대해 생각을 짜서 헤아림[極構度] · 앞에 나타난 것에 대해 생각을 짜서 헤아림[現前構度] 미루어 궁구함[推究] · 돌이켜보아 살핌[追尋] · 지극히 먼 것에 대해 사유함[極思惟] · 사유함[思惟]의 성질의 마음의 거친 움직임을 통칭한다.

## 참고 문헌
- 곽철환 (2003). 《시공 불교사전》. 시공사 / 네이버 지식백과. |title=에 외부 링크가 있음 (도움말)
- 미륵 지음, 현장 한역, 강명희 번역 (K.614, T.1579). 《유가사지론》. 한글대장경 검색시스템 - 전자불전연구소 / 동국역경원. K.570(15-465), T.1579(30-279). |title=에 외부 링크가 있음 (도움말)
- 세친 지음, 현장 한역, 권오민 번역 (K.955, T.1558). 《아비달마구사론》. 한글대장경 검색시스템 - 전자불전연구소 / 동국역경원. K.955(27-453), T.1558(29-1). |title=에 외부 링크가 있음 (도움말)
- 운허.  동국역경원 편집, 편집. 《불교 사전》. |title=에 외부 링크가 있음 (도움말)
- (영어) DDB. 《Digital Dictionary of Buddhism (電子佛教辭典)》. Edited by A. Charles Muller. |title=에 외부 링크가 있음 (도움말)
- (중국어) 미륵 조, 현장 한역 (T.1579). 《유가사지론(瑜伽師地論)》. 대정신수대장경. T30, No. 1579. CBETA. |title=에 외부 링크가 있음 (도움말)
- (중국어) 佛門網. 《佛學辭典(불학사전)》. |title=에 외부 링크가 있음 (도움말)
- (중국어) 星雲. 《佛光大辭典(불광대사전)》 3판. |title=에 외부 링크가 있음 (도움말)
- (중국어) 세친 조, 현장 한역 (T.1558). 《아비달마구사론(阿毘達磨俱舍論)》. 대정신수대장경. T29, No. 1558, CBETA. |title=에 외부 링크가 있음 (도움말)